# Vainikkala
Vainikkala är en ort i Finland.   Den ligger i den ekonomiska regionen  Villmanstrands ekonomiska region  och landskapet Södra Karelen, i den södra delen av landet, 200 km öster om huvudstaden Helsingfors och cirka 30 km söder om Villmanstrand. Vainikkala ligger 60 meter över havet och antalet invånare är 400.
Vainikkala är gränsstation mot Ryssland på järnvägslinjen Helsingfors-Sankt Petersburg.
Terrängen runt Vainikkala är platt. Runt Vainikkala är det ganska glesbefolkat, med 23 invånare per kvadratkilometer. Närmaste större samhälle är Ylämaa, 18,7 km väster om Vainikkala. I omgivningarna runt Vainikkala växer i huvudsak blandskog.